# All I Need
«All I Need» — лирическая композиция, ставшая третьим синглом c The Heart of Everything — четвёртого студийного альбома группы Within Temptation.

## Текст
В одном из интервью Шарон ден Адель поделилась своим пониманием текста «All I Need»:

«Я считаю, что в плане лирики эта песня то, что близко для многих людей. Она о том, что рано или поздно все, именно все в своей жизни приходят к этому… Вы пытаетесь цепляться за вещи, важные для вашей жизни, пытаетесь найти то, во что можно поверить и сделать смыслом своей жизни — семья, любовь всей жизни (смеется), вещи, делающие Вашу жизнь осмысленной. Лирическая героиня песни по-настоящему разочарована в жизни — потому что многие люди фальшивы, или её надежды не оправдываются. Песня именно об этом, и я думаю, что она близка очень многим людям.»
— Шарон ден Адель

## Видео
Видеоклип был выпущен 19 октября 2007. В видео изображена фантастическая реальность, существующая в воображении героини Шарон. Другие члены группы находятся в заточении в своих клетках, сам клип состоит из множества сюрреалистических сцен. В конце видео Шарон находится в госпитале, к её голове прикреплены датчики, которые выводят на экран картинки из её снов.
В интервью Шарон рассказала о концепции клипа:

Шарон: На самом деле, сюжет очень прост. Это сон. Героиня видит множество шизофренических картин, это происходит в её сознании.
Корреспондент: Это Вы лежите в постели?…
Шарон: Да, и они записывают мои сны, анализируют их. Видео очень удачно подходит тексту песни, потому что очень сложно изобразить символические образы и явления, которые нельзя показать в картинках, такие как надежда. Как изобразить надежду? Вы знаете? или веру во что-либо, реальность, человеческую фальшь. Всё это можно хорошо показать в форме сновидения. Именно поэтому мы решили снять такое видео.

Многие визуальные образы видеоклипа взяты из фильма 2000 года «Клетка».

### Использование в массовой культуре
- Песня использовалась в эпизоде «Мисс Мистик Фоллс» американского телесериала «Дневники вампира»[2].
- Кавер-версия в исполнении немецкой григорианской группы Gregorian позже вошла в из 30 по счёту альбом «Dark Side of the Chant»[3].

## Список композиций
- Сингл (5 треков, Digipac)

1. «All I Need» (single version)
2. «All I Need» (album version)
3. «The Last Time» (demo version)
4. «Frozen» (demo version)
5. «Our Solemn Hour» (demo version)

- Сингл (2 трека)

1. «All I Need» (single version)
2. «All I Need» (album version)

- iTunes

1. «All I Need» (single version)
2. «All I Need» (album version)
3. «Hand Of Sorrow» (demo version)
4. «Ice Queen» (acoustic live)

## Чарты
| Чарт (2007)                      | Лучшая позиция |
| -------------------------------- | -------------- |
| U.S. Rock Songs Chart            | 10             |
| Canadian iTunes Rock Songs Chart | 15             |
| Canadian iTunes Chart            | 97             |
| Dutch Singles Chart              | 13             |
| German Singles Chart             | 78             |